# Еракас
Е́ракас (греч. Γέρακας) — город в Греции, северный пригород Афин. Расположен на высоте 200 метров над уровнем моря у подножия Пенделикона и Имитоса, в 12 километрах к северо-востоку от центра Афины, площади Омониас, в 3 километрах к северо-западу от Палини и в 12 километрах к северо-западу от международного аэропорта «Элефтериос Венизелос». Административный центр общины (дима) Палини в периферийной единице Восточной Аттике в периферии Аттике. Население 29 939 жителей по переписи 2011 года. Площадь 6,633 квадратного километра.
Через Еракас проходит проспект Маратонос (Λεωφόρος Μαραθώνος, национальная дорога 54, соединяющий Афины и Рафину. Через Еракас проходит автострада 6 «Аттика», соединяющая Элефсис и Коропион. По южной окраине Еракаса проходит автострада 64. Проспект Лавриу (Λεωφόρος Λαυρίου, национальная дорога 89) соединяет соседнюю Глика-Неру и Като-Сунион на мысе Сунионе.
Западнее и восточнее города находятся станции «Дукисис-Плакендиас» и «Палини», через которые проходят поезда железнодорожной линии «Аэродром» — «Патры» (аэропорт «Элефтериос Венизелос» — Патры) и Линии 3 (синей ветки) Афинского метрополитена.

## История
Северный район Еракаса, Гаргетт (Γαργηττός) был древнегреческим полисом. По реформе Клисфена дем Гаргетт относился к триттии Месогии (Μεσόγεια) в филе Антиохиде (Ἀντιοχίς).
Плутарх в «Сравнительных жизнеописаниях», в «Тесее» пишет, что после смерти царя Афин Эгея, преемником был назначен его сын Тесей. Его врагами и соперниками за престол были сыновья царя Палланта, от имени которого происходит современное название Палини. По Плутарху Паллант с отрядом двинулся из Сфетта (Σφηττός) на Афины, а его сыновья с отрядом стояли в засаде у Гаргетта. Глашатай Леой из Агнунта (Αγνούς) выдал их Тесею. Тесей напал на отряд сыновей Палланта и убил их всех. Отряд Палланта разбежался. Тесей убил всех противников и сосредоточил власть в своих руках.
Здесь в месте известном как Палленида находился храм Афины, у которого в 546 году до н. э. в битве при Паллениде Писистрат разбил афинян. Победа в битве позволила Писистрату установить в Афинах тиранию. Руины храма найдены на улице Клистенус (Κλεισθένους) в Еракасе. Как памятник погибшим афинянам был установлен мраморный лев, сейчас находящийся в церкви Святого Николая в Леондарионе.
По Страбону в Гаргетте похоронено тело царя Еврисфея, убитого Гиллом после поражения в битве с афинянами и Гераклидами, жившими в Трикоринфе (Τρικόρυνθος), во главе с Иолаем. Голова Еврисфея была похоронена отдельно в Трикоринфе.
Считается, что Неокл Самосский, отец Эпикура был родом из Гаргетта.
Город пришел в упадок после завоевания Греции Римом.
До конца 1970-х годов здесь были сельскохозяйственные угодья Пеании. В 1979 году (ΦΕΚ 16Α) создано сообщество Еракас.

## Население
| Год  | Население, человек |
| ---- | ------------------ |
| 1981 | 6703               |
| 1991 | 8451               |
| 2001 | 13 990             |
| 2011 | ↗ 29 939           |